# Casa da Cruz Suástica
A Casa da Cruz Suástica era a residência de uma família relativamente rica. Está localizada em Conímbriga, Portugal.

## Descrição
A sua construção remonta ao séc. I, ainda que o aspeto final da residência date do século II. Os mosaicos são da segunda metade do século III. Pouco depois a casa foi demolida para se construir a muralha do Baixo-Império.
A utilização da cruz suástica nos mosaicos deve-se aos romanos considerarem esse símbolo como uma representação solar, propiciadora de boa sorte. A casa foi escavada nos anos 40 e os mosaicos restaurados nos anos 50 do século XX.

## Galeria

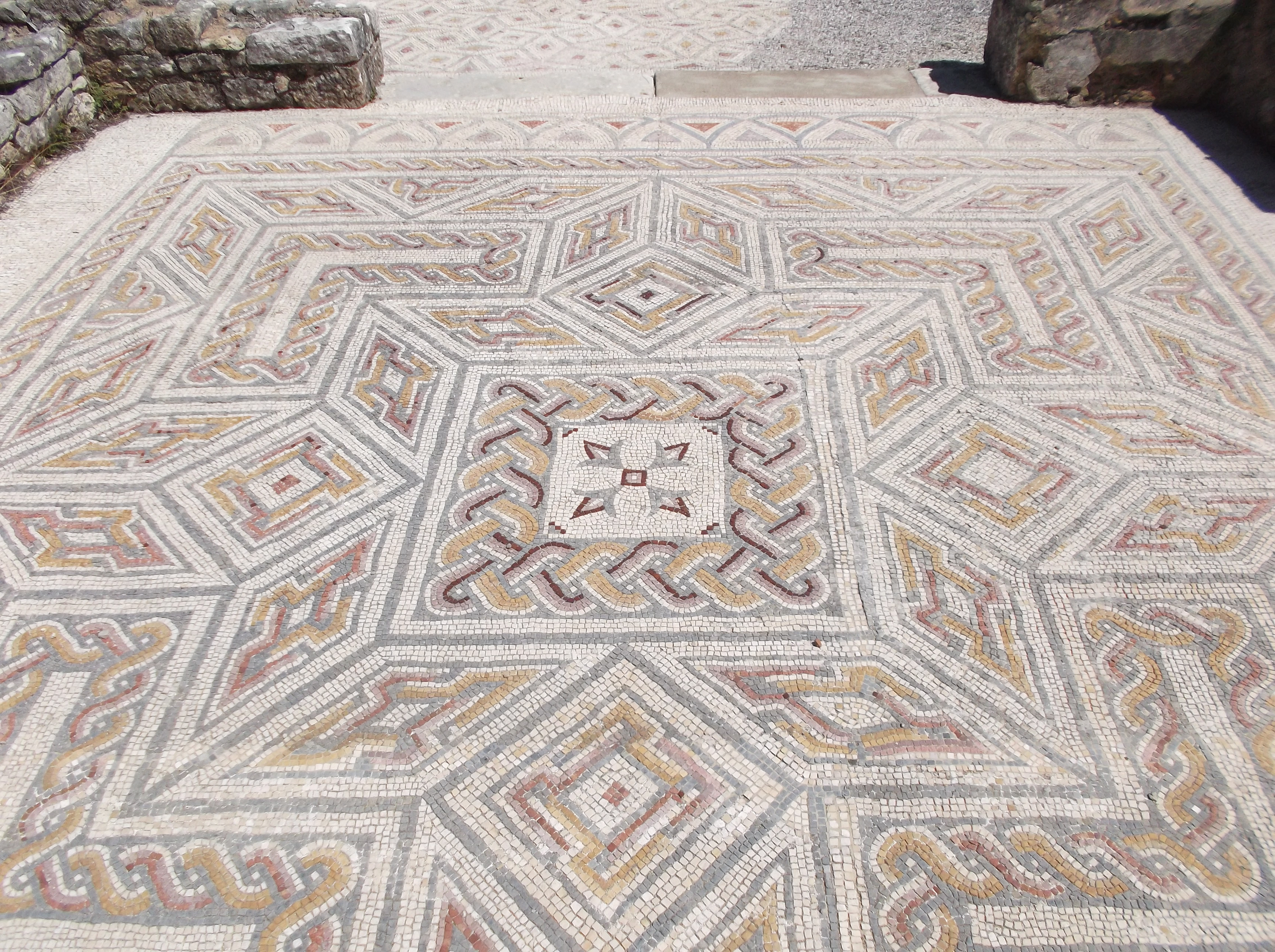
Casa da Cruz Suástica